# Sphaenothecus facetus
Sphaenothecus facetus är en skalbaggsart som beskrevs av Chemsak och Noguera 1998. Sphaenothecus facetus ingår i släktet Sphaenothecus och familjen långhorningar.
Artens utbredningsområde är:
- Costa Rica.
- Guatemala.

Inga underarter finns listade i Catalogue of Life.